# Jaime Pressly
Jaime Elizabeth Pressly (Kinston, 1977. július 30. –) Primetime Emmy-díjas amerikai színésznő, modell.
A nevem Earl című sorozatban 2005 és 2009 között Joy Turnert alakította. A szereppel 2007-ben Primetime Emmy-díjat nyert, mint legjobb női mellékszereplő vígjátéksorozatban. A sorozat egy Golden Globe- és egy Screen Actors Guild-jelölést is hozott számára. 2014-től 2021-ig az Anyák gyöngye című szitkomban szerepelt.
Filmjei közé tartozik a Már megint egy dilis amcsi film (2001), a Kismocsok (2001), a Spancserek (2009) és a Hátborzongat-Lak 2. (2014).

## Filmográfia

### Film
| Év   | Magyar cím                             | Eredeti cím                                 | Szerep                  | Magyar hang     |
| ---- | -------------------------------------- | ------------------------------------------- | ----------------------- | --------------- |
| 1996 | Bérenc                                 | Mercenary                                   | amerikai lány           |                 |
| 1997 | Poison Ivy – Szex, hazugság, bosszú 2. | Poison Ivy: The New Seduction               | Violet                  |                 |
| 1997 | Az utazás: Kegyelem                    | The Journey: Absolution                     | Allison                 |                 |
| 1997 | Gyorsabb a törvénynél                  | Against the Law                             | Sally                   | Orosz Anna      |
| 1998 | Buli az élet                           | Can't Hardly Wait                           | Beth                    | Haffner Anikó   |
| 1998 |                                        | Ringmaster                                  | Angel Zorzak            |                 |
| 1999 | Inferno – A bűnös város                | Inferno                                     | Dottie Matthews         | Solecki Janka   |
| 2000 | Túl sok nő                             | 100 Girls                                   | Cynthia                 | Dögei Éva       |
| 2000 | Ösztöndíjas bankrablás                 | Poor White Trash                            | Sandy Lake              |                 |
| 2001 | Már megint egy dilis amcsi film        | Not Another Teen Movie                      | Priscilla               | Zsigmond Tamara |
| 2001 | Másodpercekre a haláltól               | Ticker                                      | Claire Manning          | Huszárik Kata   |
| 2001 | Kismocsok                              | Joe Dirt                                    | Jill                    | Solecki Janka   |
| 2001 | Vad kanok                              | Tomcats                                     | Tricia                  | Ullmann Mónika  |
| 2001 | Vad kanok                              | Tomcats                                     | Tricia                  | Laurinyecz Réka |
| 2002 | A sziget neve: Túlélés                 | Demon Island                                | Tina                    | Simonyi Piroska |
| 2004 | Vas                                    | Torque                                      | China                   | Lázár Erika     |
| 2005 | Lőjj a bombázóra!                      | Death to the Supermodels                    | Tiffany Courtney        |                 |
| 2006 | Vegas Baby                             | Bachelor Party Vegas                        | önmaga                  |                 |
| 2006 | DOA: Élve vagy halva                   | DOA: Dead or Alive                          | Tina Armstrong          | Bertalan Ágnes  |
| 2008 | Horton                                 | Horton Hears a Who!                         | Mrs. Quilligan (hangja) | Martin Adél     |
| 2009 | Spancserek                             | I Love You, Man                             | Denise McLean           | Söptei Andrea   |
| 2011 |                                        | 6 Month Rule                                | Claire                  |                 |
| 2012 |                                        | The Oogieloves in the Big Balloon Adventure | Lola Sombrero           |                 |
| 2014 | Hátborzongat-Lak 2.                    | A Haunted House 2                           | Megan                   | Gáspár Kata     |
| 2014 |                                        | Abby in the Summer                          | Abby                    |                 |
| 2017 |                                        | Austin Found                                | Crystal Clemens         |                 |
| 2023 | Molly Singer újra az iskolapadban      | The Re-Education of Molly Singer            | Brenda                  |                 |

### Televízió
Tévéfilmek
| Év   | Magyar cím             | Eredeti cím                  | Szerep           | Magyar hang         |
| ---- | ---------------------- | ---------------------------- | ---------------- | ------------------- |
| 2000 |                        | Best Actress                 | Karen Kroll      |                     |
| 2002 |                        | The Johnny Chronicles        | Charlie          |                     |
| 2004 | Karate kutya           | The Karate Dog               | Ashley Wilkenson | Majsai-Nyilas Tünde |
| 2004 |                        | Evel Knievel                 | Linda Bork       |                     |
| 2009 |                        | Rex                          | Jaime            |                     |
| 2010 | Munkával szerzett pasi | Beauty & the Briefcase       | Kate White       | Orosz Helga         |
| 2010 | Füstfüggöny            | Smoke Screen                 | Britt Shelley    | Szávai Viktória     |
| 2010 |                        | Livin' on a Prayer           | Steph            |                     |
| 2012 |                        | Bad Girls                    | Melinda          |                     |
| 2012 |                        | The Greatest Footie Ads Ever | Deneice          |                     |
| 2014 | A megtaláló            | Finders Keepers              | Alyson Simon     | Kisfalvi Krisztina  |

Sorozatok
| Év        | Magyar cím                  | Eredeti cím                | Szerep                                 | Megjegyzések                                                          |
| --------- | --------------------------- | -------------------------- | -------------------------------------- | --------------------------------------------------------------------- |
| 1995      | Baywatch                    | Baywatch                   | lány a strandon                        | 1 epizód                                                              |
| 1998      |                             | Push                       | Nikki Lang                             | 8 epizód                                                              |
| 1998      | Drága testek                | Silk Stalkings             | Kara Delaney                           | 1 epizód                                                              |
| 1998      |                             | Night Man                  | Yvette                                 | 1 epizód                                                              |
| 1998–1999 | Mortal Kombat: Conquest     | Mortal Kombat: Conquest    | Mika                                   | 3 epizód                                                              |
| 1999–2001 | Jack és Jill                | Jack & Jill                | Audrey Griffin                         | főszereplő (33 epizód)                                                |
| 2001      |                             | Going to California        | Kylie Guartz                           | 1 epizód                                                              |
| 2002      | Bűbájos boszorkák           | Charmed                    | Mylie                                  | 1 epizód                                                              |
| 2002      |                             | The Twilight Zone          | Cindy                                  | 1 epizód                                                              |
| 2003      | Fastlane – Halálos iramban  | Fastlane                   | Sara Matthews                          | 1 epizód                                                              |
| 2003      |                             | Becker                     | Grace                                  | 1 epizód                                                              |
| 2004      |                             | Happy Family               | Alex                                   | 8 epizód                                                              |
| 2005      | Törtetők                    | Entourage                  | önmaga                                 | 1 epizód                                                              |
| 2005–2009 | A nevem Earl                | My Name Is Earl            | Joy Turner                             | - főszereplő (96 epizód) - magyar hangja: - Mezei Kitty               |
| 2006      | Mad TV                      | Mad TV                     | önmaga                                 | 1 epizód                                                              |
| 2006      | Las Vegas                   | Las Vegas                  | Kerry Kowalski                         | 1 epizód                                                              |
| 2006      | Saturday Night Live         | Saturday Night Live        | önmaga / házigazda                     | 1 epizód                                                              |
| 2010      | Egy kapcsolat szabályai     | Rules of Engagement        | Pam Milton                             | 2 epizód                                                              |
| 2011–2012 |                             | I Hate My Teenage Daughter | Annie Watson                           | főszereplő (13 epizód)                                                |
| 2011–2013 | Nevelésből elégséges        | Raising Hope               | Donna                                  | 3 epizód                                                              |
| 2013      | Két pasi – meg egy kicsi    | Two and a Half Men         | Tammy                                  | 2 epizód                                                              |
| 2013      | Phineas és Ferb             | Phineas and Ferb           | Rosie (hangja)                         | 1 epizód                                                              |
| 2013      | Melissa & Joey              | Melissa & Joey             | Meredith                               | 1 epizód                                                              |
| 2014      |                             | Hollywood Game Night       | önmaga                                 | 1 epizód                                                              |
| 2014      | RuPaul – Drag Queen leszek! | RuPaul's Drag Race         | önmaga / vendég zsűritag               | 1 epizód                                                              |
| 2014      | Vérmes négyes               | Hot in Cleveland           | Kelly                                  | 1 epizód                                                              |
| 2014      |                             | Jennifer Falls             | Jennifer Doyle                         | 10 epizód                                                             |
| 2014–2021 | Anyák gyöngye               | Mom                        | Jill Kendall                           | - 127 epizód - visszatérő szereplő (2. évad) - főszereplő (3-8. évad) |
| 2017      |                             | The Guest Book             | Christy                                | 1 epizód                                                              |
| 2018      | BoJack Horseman             | BoJack Horseman            | Sadie (hangja)                         | 2 epizód                                                              |
| 2022–2023 |                             | Welcome to Flatch          | Barb Flatch                            | 24 epizód                                                             |
| 2023      |                             | The Conners                | Drive America Tire Company alkalmazott | 1 epizód                                                              |

### Videóklipek
| Év   | Előadó             | Dal                    |
| ---- | ------------------ | ---------------------- |
| 2001 | Dave Matthews Band | "The Space Between"    |
| 2002 | Aerosmith          | "Girls of Summer"      |
| 2002 | Marilyn Manson     | "Tainted Love"         |
| 2003 | Youngbloodz        | "Lean Low"             |
| 2010 | Jaron Lowenstein   | "Pray For You"         |
| 2013 | Michael Bublé      | "It's a Beautiful Day" |

## Fordítás
- Ez a szócikk részben vagy egészben  a   Jaime Pressly című angol Wikipédia-szócikk ezen változatának fordításán alapul.  Az eredeti cikk szerkesztőit annak laptörténete sorolja fel. Ez a jelzés csupán a megfogalmazás eredetét és a szerzői jogokat jelzi, nem szolgál a cikkben szereplő információk forrásmegjelöléseként.